# タンペレ・ライトレール
タンペレ・ライトレール（フィンランド語: Tampereen raitiotie）は、フィンランドの都市・タンペレ市内に路線網を有する路面電車（ライトレール）。2021年8月に最初の路線が開通しており、2023年現在はタンペレ市が所有するタンペレ軌道会社（Tampereen Raitiotie Oy）が車両や施設を所有し、フィンランド政府が所有するVRグループが列車の運営や施設の維持・管理を実施している。

## 歴史
フィンランドで3番目の規模を持つ大都市・タンペレには既に20世紀初頭には市内に路面電車を建設する計画が存在しており、1907年に最初の計画が動き出したが、第一次世界大戦の勃発により中断された。1920年代にも再度路面電車の敷設計画が立ち上がったものの、最終的にこちらも破棄され、タンペレ市内には路線バスやトロリーバスを中心とした公共交通網が築かれる事となった。
一方、その後も路面電車の導入に関する議論は行われ続け、1991年にも実現の可能性についての調査が行われた。そして、連節バスの導入を始めとした施策を行っていた路線バスの輸送力が限界に近い状態にあり、増え続ける利用客を捌けないと判断された事で、2001年以降本格的にライトレールの導入に関する検討が始まった。在来線を転換したトラムトレインの導入を始めとした様々な案の検討を経て、2010年に全体計画が、2012年により細かく具体的な計画案の策定が始まった。そして2014年6月にタンペレ市議会は路面電車導入計画を承認し、タンペレに路面電車が導入される事が決定された。その後、2016年11月には建設計画が承認されている。
最初に建設が行われた「第一段階」は、ピィニキントリ（Pyynikintori） - ヘルヴァンタヤルヴィ（Hervantajärvi）間およびタンペレ大学病院やハタンパー（Hatanpää）方面へ分岐する2つの支線、そしてヘルヴァンタ（Hervanta）に設置される車両基地で、タンペレ軌道会社やVRグループを始めとした各企業によって設立されたラティオティ・アリアンシ（Raitiotie Allianssi）が設計や建設を担当した。2017年から建設が開始され、軌道や施設の敷設に加え、沿線の街路の整備も同時に進められた。そして2021年8月までに全工程が完了し、同年8月9日に営業運転が開始された。
続いて、ピィニキントリから北部のレンタヴァンニエミ（Lentävänniemi）方面へ向かう「第二段階」の建設が2020年に開始され、まず途中のサンタラハティ（Santalahti）までの全長2 kmの区間が2023年8月7日に開通した。残るレンタヴァンニエミへ向かう全長4.6 kmの区間については、経由区間の建設許可の遅れなどにより2022年から工事が進められており、全区間・6.6 kmの営業運転は2025年1月7日から始まっている。
以降もタンペレ・ライトレールでは延伸が予定されており、タンペレのリンナインマー地区（Linnainmaa）と近接都市のピルッカラ（Pirkkala）を結ぶ路線の建設が2段階に分けて実施される他、ユロヤルヴィ（Ylöjärvi）方面へ結ぶ路線の検討も進められている。
これらのライトレールの開通により、建設や維持・管理、運転に携わる人員の雇用促進、公共交通の利用者の増加、沿線の活性化などの好影響が見込まれている。

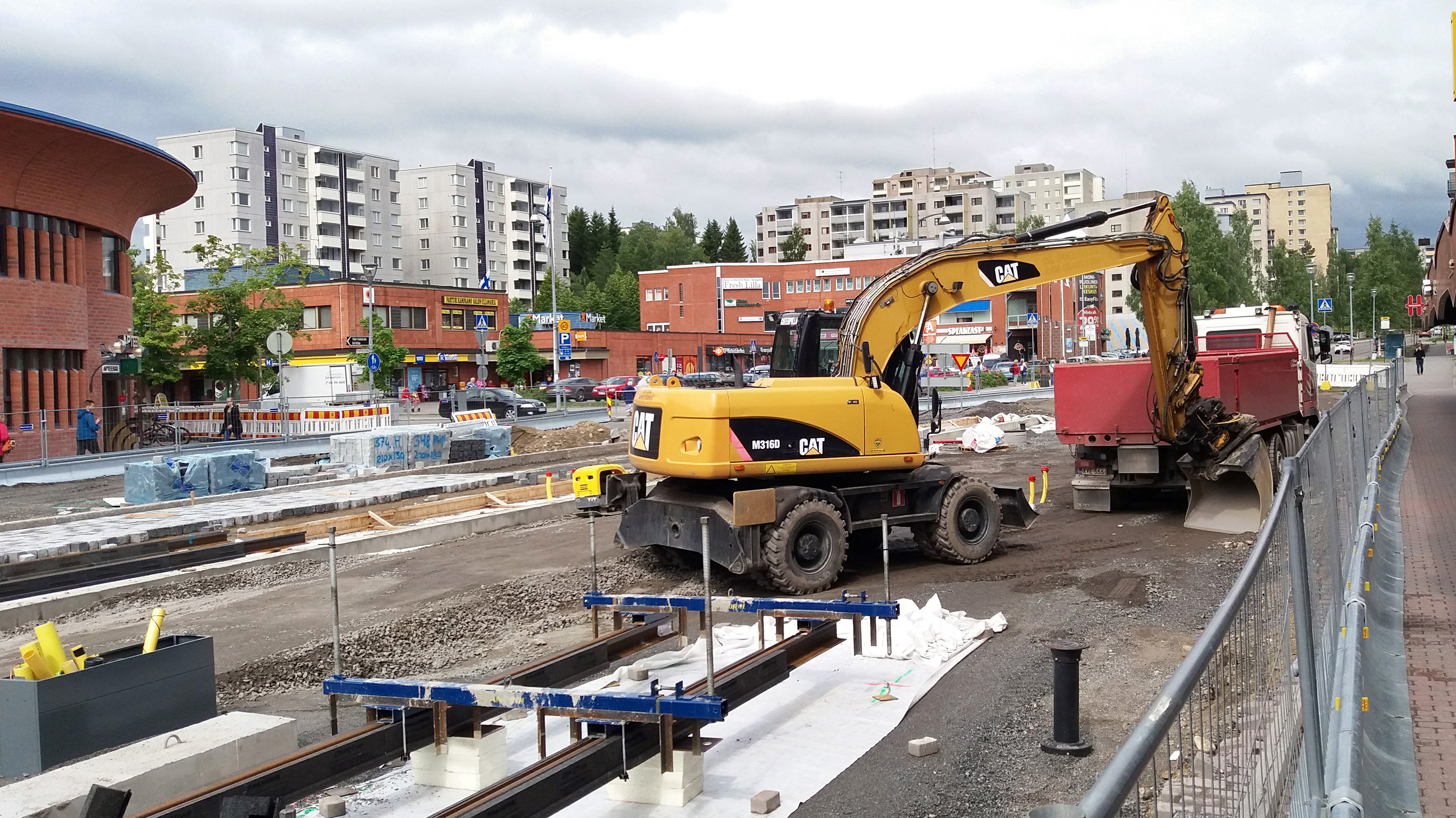
建設中のライトレール（2018年撮影）
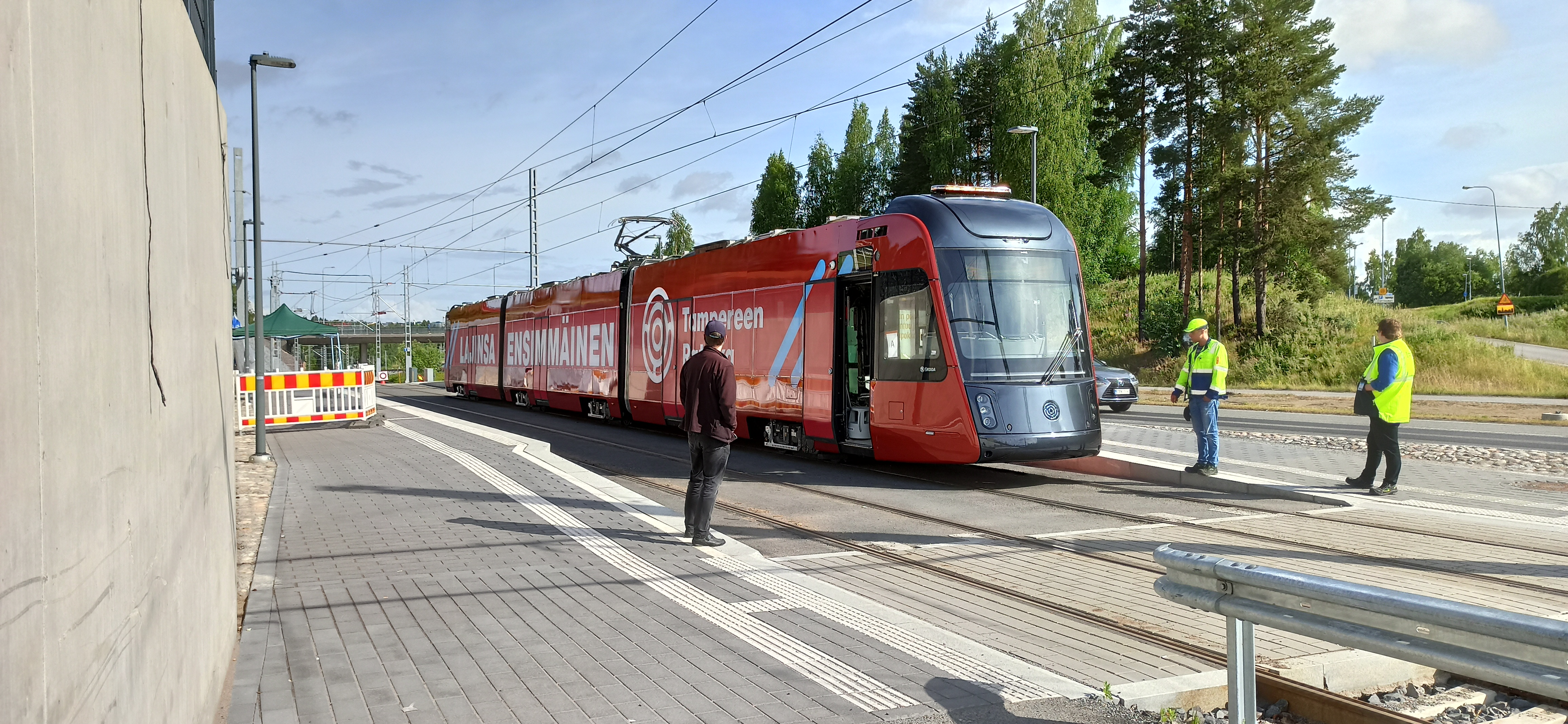
開通前の試運転（2020年撮影）

## 路線

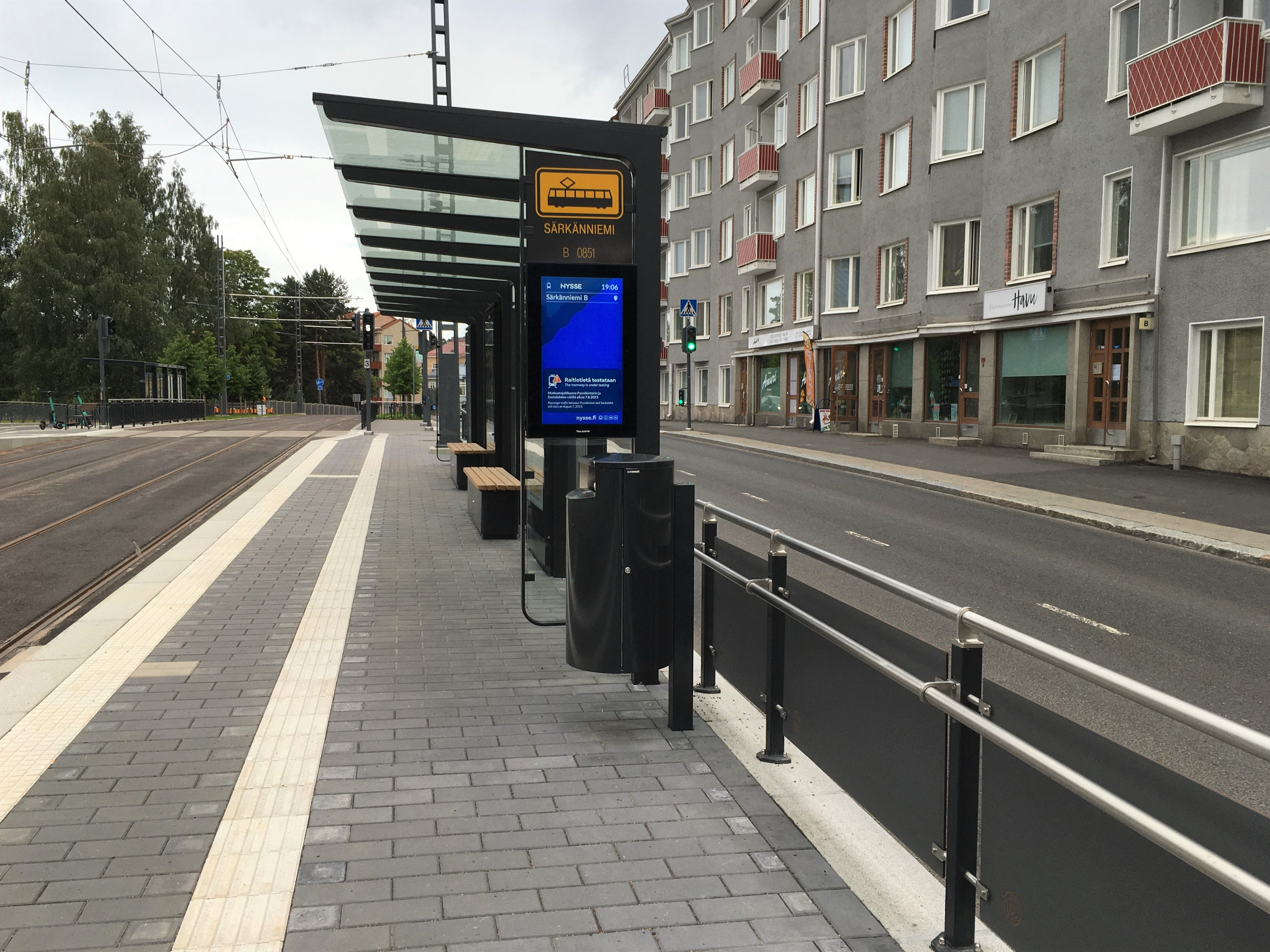
タンペレ・ライトレールの電停（2023年撮影）

2025年現在、タンペレ・ライトレールは以下の2系統が運行されている。運行間隔は日中でも7.5分と短く、市内中心部、2つの系統が共有する区間では3 - 4分間隔となっている。一部の電停は路線バスと接続しており、電停から移動なしでバスへの乗り換えが可能である。

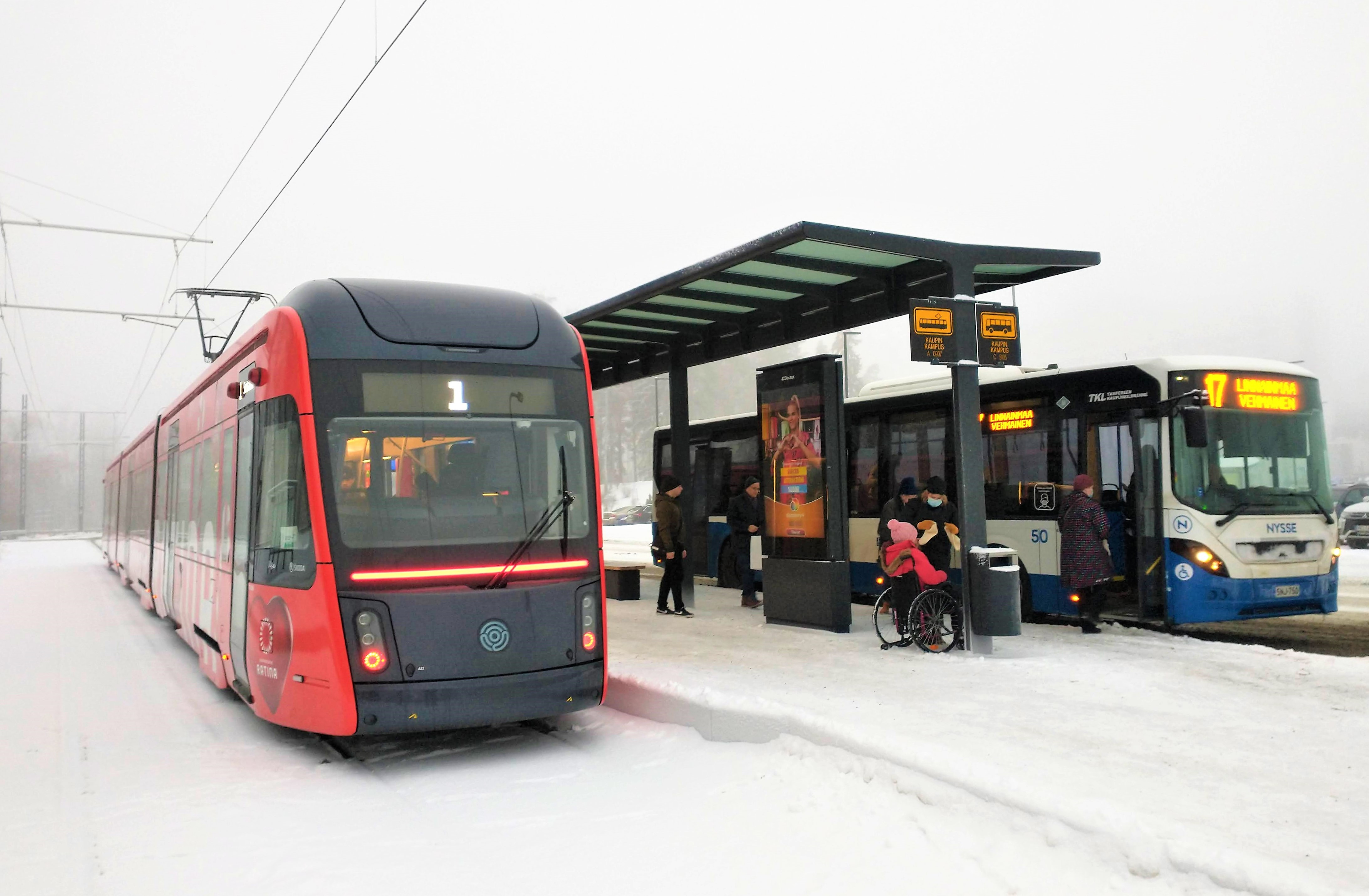
路線バスには電停から直接乗り換えが可能である（2021年撮影）

| 系統番号 | 経路                                                                   | 所要時間 | 参考・備考  |
| -------- | ---------------------------------------------------------------------- | -------- | ----------- |
| 1        | Sorin aukio - Koskipuisto - Sammonaukio - Kaupin Kampus                | 12分     | [ 2 ]       |
| 3        | Lentävänniemi - Santalahti - Koskipuisto - Sammonaukio - Hervantajärvi | 29分     | [ 3 ] [ 2 ] |

## 車両

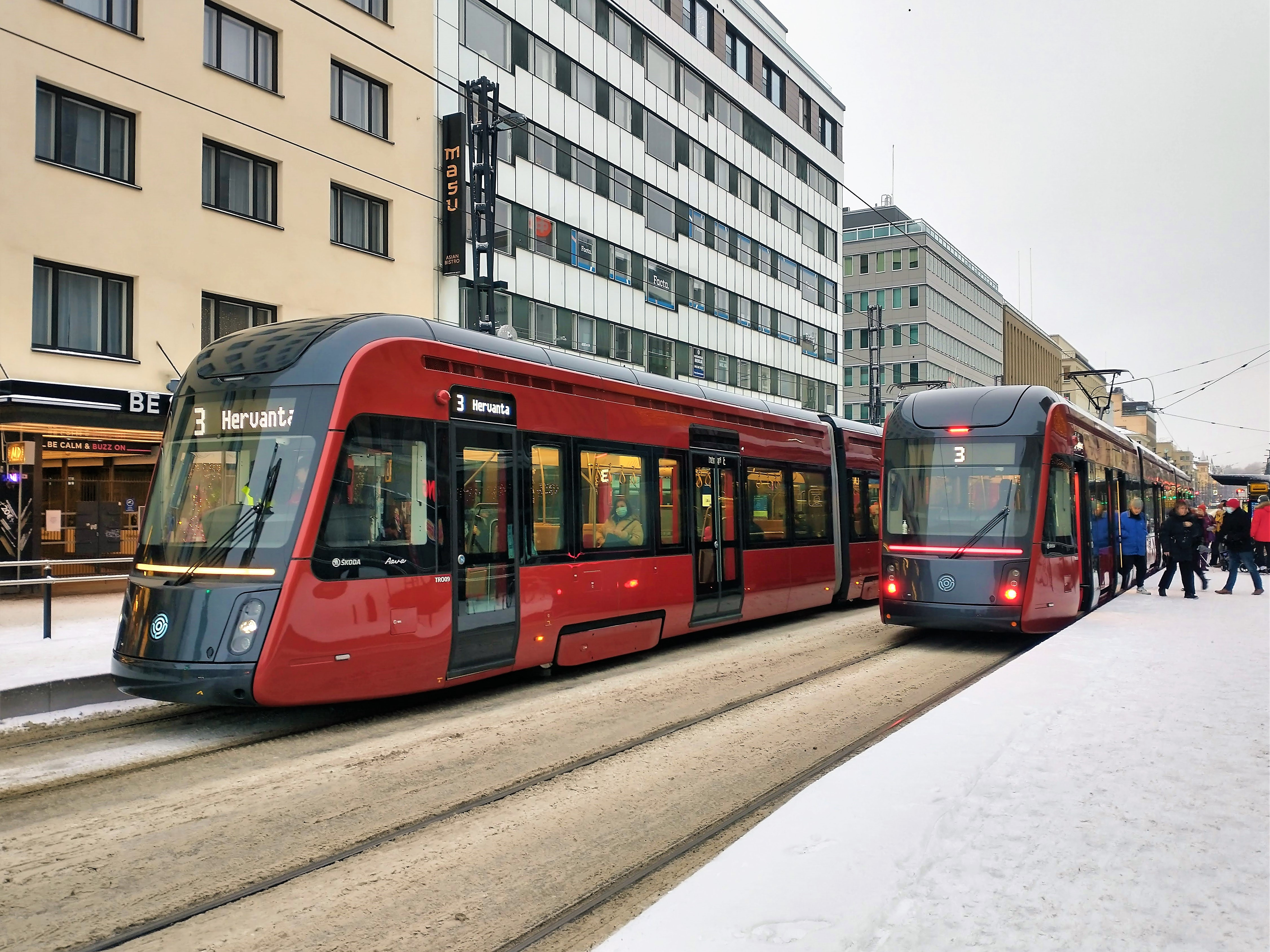
アーティック X34（2021年撮影）

タンペレ・ライトレールで使用されている車両は、チェコのシュコダ・トランスポーテーションが展開する路面電車車両・アーティック X34（Artic X34）である。これは元々シュコダ・トランスポーテーションが買収したフィンランドの車両メーカーであるトランステックへ2016年に発注が実施されたもので、車内全体が低床構造となっている3車体連接式の超低床電車である。車内には車椅子が設置可能なフリースペースや自転車が搭載できるラックが設置されている。設計最高速度は80 km/hだが、営業運転時は最高70 km/hで運行される。塗装については赤色と水色、2種類の候補から選ぶ投票による決定が行われ、最終的に全体の59 %の票を獲得した赤色の塗装が採用されている。
2020年から2021年にかけて20両（1 - 20）が導入された他、最大46両の増備が可能な契約を活かして2022年以降15両の追加発注が行われており、2025年までに8両、2028年までに7両の導入が完了する予定である。その中で最初に導入された20両については各車両に愛称が付けられており、うち13両は候補から選ぶ形での一般投票が実施されている。また、2024年9月には増え続ける利用客に対応するべく、中間車体を新たに増備し全長47.3 mの4車体連接車とする契約がタンペレ市とシュコダ・トランスポーテーションの間で結ばれており、2025年から2028年にかけて19両の改造工事が実施される事になっている。
2023年時点での詳細な諸元は以下の通り。
- 車内（2022年撮影）
- 広告塗装（2022年撮影）

| 車種名           | 製造年      | 総数                       | 軌間    | 編成        | 運転台   | 対応電圧 | 参考                      |
| ---------------- | ----------- | -------------------------- | ------- | ----------- | -------- | -------- | ------------------------- |
| アーティック X34 | 2020 - 2021 | 20両 (1 - 20) (2023年時点) | 1,435mm | 3車体連接車 | 両運転台 | 直流750V | [ 3 ] [ 6 ] [ 11 ] [ 18 ] |
| アーティック X34 | 2020 - 2021 | 全長                       | 全幅    | 全高        | 低床率   | 空車重量 | [ 3 ] [ 6 ] [ 11 ] [ 18 ] |
| アーティック X34 | 2020 - 2021 | 37,300mm                   | 2,650mm | 3,600mm     | 100%     | 56.8t    | [ 3 ] [ 6 ] [ 11 ] [ 18 ] |
| アーティック X34 | 2020 - 2021 | 最高速度                   | 定員    | 定員        | 出力     | 出力     | [ 3 ] [ 6 ] [ 11 ] [ 18 ] |
| アーティック X34 | 2020 - 2021 | 最高速度                   | 着席    | 立席        | 主電動機 | 車両     | [ 3 ] [ 6 ] [ 11 ] [ 18 ] |
| アーティック X34 | 2020 - 2021 | 80km/h                     | 64人    | 197人       | 100kw    | 800kw    | [ 3 ] [ 6 ] [ 11 ] [ 18 ] |
| 脚注             | 1. 2.       | 1. 2.                      | 1. 2.   | 1. 2.       | 1. 2.    | 1. 2.    | 1. 2.                     |

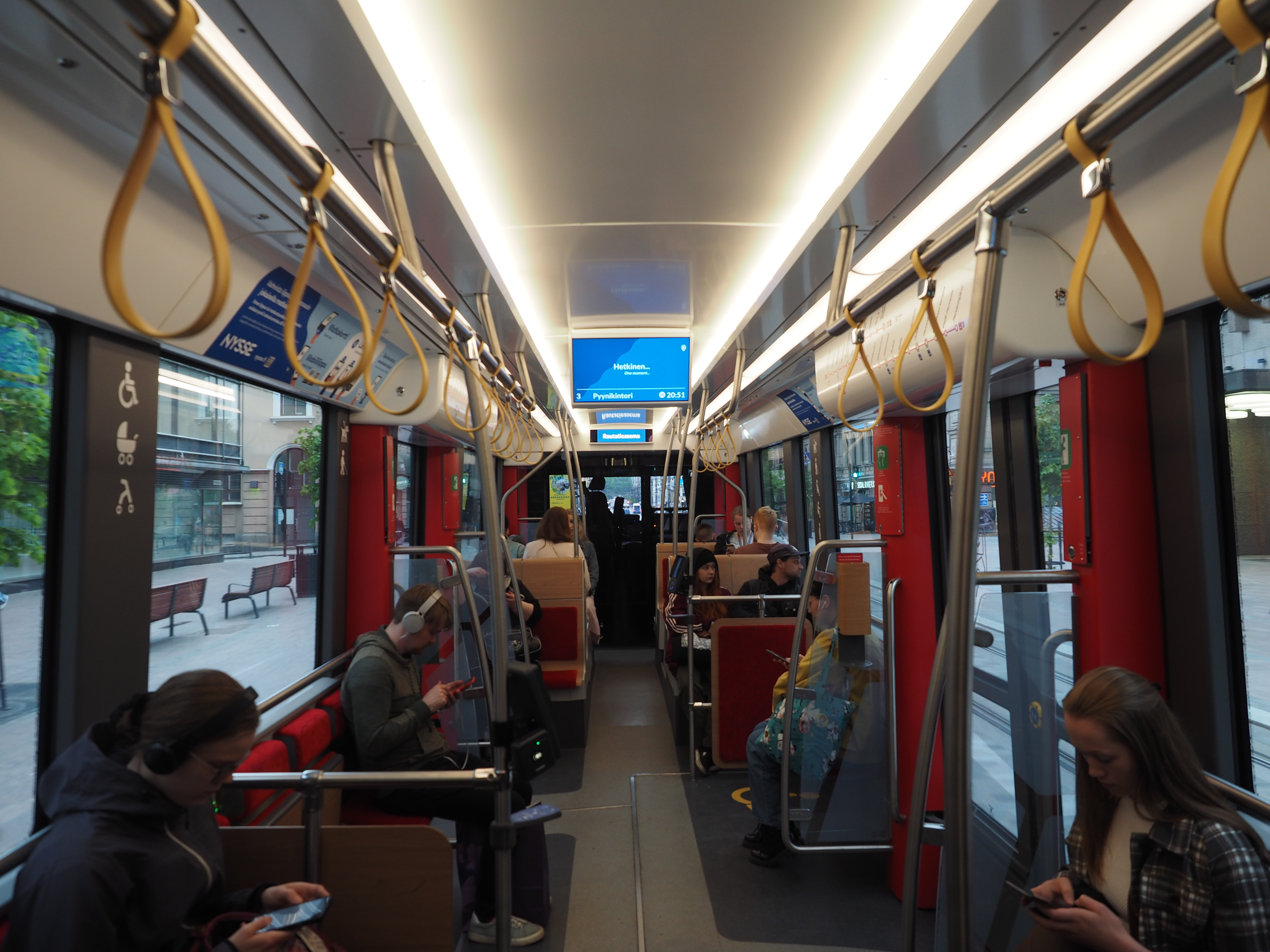
車内（2022年撮影）
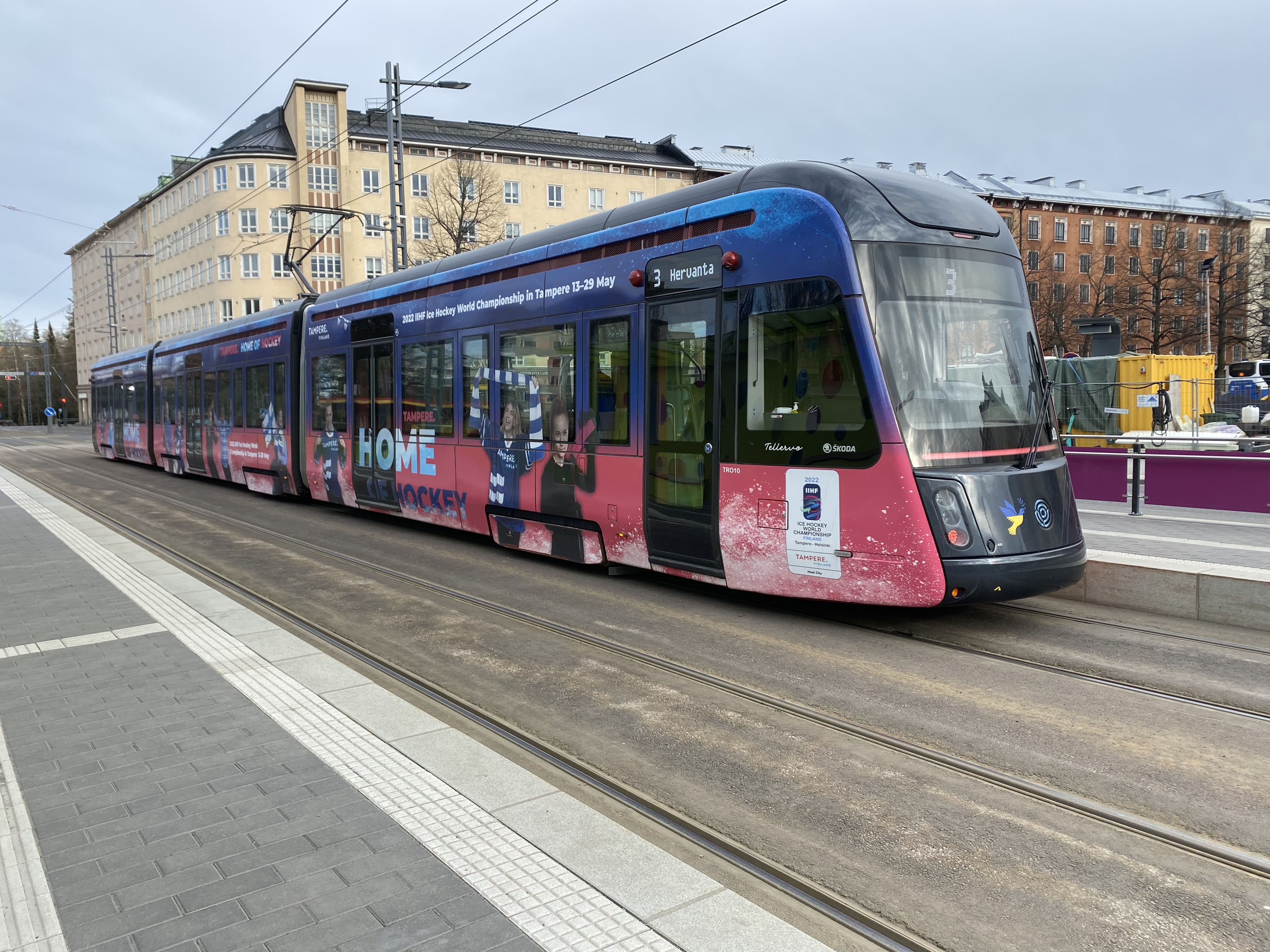
広告塗装（2022年撮影）

また、これらの車両が導入される前の2020年にはドイツ・ハノーファー（ハノーファー・シュタットバーン）から3車体連接車のTW6000が1両（6148）譲渡され、2022年まで試験走行を始めとした各種試験に用いられている。